# تشارلز كينيدي (لاعب كريكت)
تشارلز كينيدي (بالإنجليزية: Charles Kennedy)‏ (15 ديسمبر 1849 في المملكة المتحدة - 31 يناير 1906 في المملكة المتحدة) هو لاعب كريكت بريطاني (وحمل سابقاً جنسية المملكة المتحدة لبريطانيا العظمى وأيرلندا). لعب مع نادي مقاطعة ساسكس للكركيت ‏.

## وصلات خارجية
- تشارلز كينيدي على موقع إي آس بي آن كريك إنفو (الإنجليزية)